# إرنست همبرغر
إرنست دبليو همبرغر (بالبرتغالية: Ernst Wolfgang Hamburger‏) (و. 1933 – م) هو فيزيائي من البرازيل .

## مناصب وهيئات
أدار جامعة ساو باولو.

## جوائز
حصل على جوائز منها:
- جائزة كالينغا (2000)
- جائزة خوسيه ريس للنشر العلمي.